# گره (فرش)
تاریخچه فرش ایران
فرش ایران جانشین تمام قالی‌های شرقی و اروپایی است. در حال حاضر با فقدان شواهد در تاریخ فرش ایران هستیم. بجز فرش پازیریک متأسفانه تنها قطعات کوچکی بجا مانده‌اند که امکان بازسازی دارن. بجز فرش پازیریک تکه‌های مقبرلو-لان پس از میلاد بر میگرد، فاقدشواهد دیگزی از فرش ایران هستیم.
قالیهای گنجینه شوشیناز پرز بافته شده نمی‌باشد. زمینهٔ نقش دار متغلق به قالی‌های نمد ی است. بعد از پیروزی اعراب اطلاعاتی که مربوط به ایران است چندان زیاد نیست، زیرا اعراب دانش تخصصی راجع به منسوجات نداشتند.
اواخر قرن سیزدهم غازان خان اقامت جدیدش را که در تبریز بود پر از فرش‌های فارس کرد یعنی فرشی موجود نبوده که با فرش‌های فارس مقایسه کرد. باربارو سفیر ونیزی دارای فرشهای ایرانی فوق‌العاده‌ای در قصرش بود. در قرن پانزدهم فرشها تغییر الکوهای زیادی را پذیرا شدند. این مسئله در نظر اردمن یک انقلاب اساسی و عمده درطرح هاست. بعضی از قالی‌های درباری قرن شانزدهمدر دست داریم که دارای تاریخ است. و بعضی از آن‌ها که تعدادشان کم است دارای امضا است.
سلطنت خاندان صفویه قدرت اقتصاد کشور را در دست گرفتند و این باعث شد که برایفرش‌های بافتنی منسوجات خاصی قایل شد و حتی بعضی از این فرش‌ها به ۵۰ متر مربع هم می‌رسد یا حتی بیشتر وسعت دارد و در کیفیت آن‌ها ۸ تا ۱۲ هزار گره در هر دسیمتر مربع می‌رسد.
ما به این نتیجه می‌رسیم که در قرن ۱۶ یا ۱۷ فرش ایرانی در دسترس طراحان ترک بود و وظیفه و شغلشان بافت نسخه‌های کما بیش دقیق فرش ایران بود شاید دلیل این امر این بوده که نسخه‌های اصلی آسیب نبیند.
گره‌های فرش به شرح زیر است و در خطوط نقشه کاربرد دارند.

## گره کامل آذری
با نخ دو لا چهار تا سر ریشه داریم (و با خامه ۶ لا دوازده سر ریشه داریم)

## نیم گره عرضی آذری یا یک دوم گره عرضی
۱- یک لای نخ تیره کامل آذری
۲- یک لای نخ روشن کامل آذری هر مربع نشان دهندهٔ یک خانه نقشه است.
۳- مدلهای مختلف نیم گره‌های طولی: خطوط طولی نقشه در دو مرحله بافته می‌شود.

## گره حلقوی (طولی)
نخ را دو لا می‌کنیم از یک تار چله رد کرده سپس از وسط حلقه قلاب رد کرده و دو سر نخ را که در دست ماست از درون حلقه بیرون می‌آوریم برتی گره حلقوی باید خامه مورد مصرف را نصف کرد. اگر بخواهیم ۴ لا ببافیم ۲ لای آن را جدا کرده و گره حلقوی می‌زنیم که پس از گره همان ۴ لا می‌شود و اگر بخواهیم ۲ لا ببافیم یک لای نخ را جدا کرده و گره حلقوی می‌زنیم که پس از گره زدن همان ۲ لا است.

## گره قرضی
قلاب را از وسط دو نخ چله رد کرده سپس مانند پود ضخیم بعد از ۵ نخ چله سر نخ خامه تیره رنگ را بیرون می‌کشیم و وسط دو نخ چله زیر و رو قرار می‌دهیم سر قلاب را از وسط دو نخ چله داخل برده این مرتبه بعد از چهار نخ چله سر دیگر نخ خامه تیره بیرون بیاوریم.

## گره آویز یا یک چهاروم
نخ مورد استفاده یک لای کامل (با خامه چهار لا) نخ را به روی تار رو حلقه می‌کنیم و سر سمت چپ را از روی تار به داخل چله‌ها می‌کشیم.
۵- گره خانه‌های مثلثی: این گره سه مرحله ایست.
۱-یک گره کامل تیره با دو ششم نخ مصرفی
۲-دو نیم گره یکی تیره و یکی روشن هر کدام دو ششم نخ مصرفی
۳-یک گره کامل با دو ششم نخ موجود روشن
اگر کمی لایه‌های نخ روشن بیشتر شود اشکالی ندارد.

## گره خانه‌های اریب
سه مرحله ایست و تنها مرحله ایست که می‌شود از سمت چپ هم شروع کرد.
۱-ابتدا از سمت چپ یا روی نخ زیرین چله با دو لا نیم گره زده سپس روی آن یک نیم گره دیگر با نخ یک لا و روشن می‌زنیم.
۲-یک گره کامل یک لا و تیره می‌زنیم.
۳-ابتدا یک نیم گره یک لا و روشن سپس در سمت راست یا نخ روی نخ رویی چله یک نیم گره دو لا روشن.

## گره خانه‌های هلالی
این نوع گره سه مرحله ایست
۱-با یک سوم ضخامت خامه رنگ روشن یک نیم گره عرضی.
۲-یک نیم گره روشن سمت راست و یک نیم گره روشن سمت چپ و یک گره قرضی تیره وسط هر کدام یک لا باشد.
۳-با یک سوم ضخامت نخ و رنگ روشن یک گره کامل.

## گره طولی
سمت راست و چپ را یک نیم گره روشن و دو لا زده سپس از وسط این دو یکبار با نخ تیره و یکبار با نخ قرمز و بار دیگر با نخ تیره گره قرضی می‌زنیم.

## گره برعکس (سربالا)
در گره برعکس ابتدا یک نخ چله را جلو می‌آوریم و خامه را دور آن می‌پیچیم سر کوچک خانه را رو به پایین فرش حرکت داده و از حفره ایجاد شده قلاب را فرو برده و سر خامه را دور تار دیگر حرکت داده و بیرون می‌آوریم در این حالت مقطع گره پایین و سر خامه رو به بالاست. در گل‌های برجسته از ابتدا تا نصف گل گره برعکس زده می‌شود و از نصف آن تا آخر گل گره ممتاز استفاده می‌شود و گل حالت توپی پیدا می‌کند.

## گره‌ها بطور کلی به دو نوع تقسیم می‌شوند
1. گره ترکی
2. گره فارسی

گره ترکی: ۱- گره ترکیبی ۲- گره ممتاز
گره ترکیبی: جهت ایجاد سایه در بافت آذری بکار می‌رود که نیمی از خامه مورد استفاده از یک رنگ و نیمی دیگر از رنگی دیگر است و مانند گره آذری گره می‌زنیم.
گره ممتاز: ابتدا با قلاب خامه  را به دور چله رو انداخته و سپس قلاب را از بین دو سر خامه وارد کرده و سر دیگر خامه را از پشت چله زیر خارج می‌کنیم.
گره فارسی: ۱- فارسی چپ ۲- فارسی راست ۳- فارسی کمکی
فارسی چپ: ابتدا با دست خامهذ را به دور چله زیر تاب داده و سپس سر خامه را از پشت چله رو رد کرده.
'فارسی راست: ابتدا با دست خامه را دور چله رو تاب داده و سر خامه را از پشت چله زیر رد می‌کنیم.
فارسی کمکی: جهت ایجاد سایه در بافت فارسی مورد استفاده قرار می‌گیرد به این صورت که هر یک از دو رنگ خامه را نصف می‌کنیم.

## گره یو
در بافت گره برخی از فرش‌های کرمان و اطراف که به صورت U است بافته می‌شود و همیشه روی چله زیر است و به عنوان یک گره محسوب می‌شود و برای اینکه نقش فرش از پشت مشخص شود روی چله رو می‌افتد.

## گره سنه
در متن فرشهای سنندج زده شده‌است به این ترتیب که ابتدا خامه را از پشت دور چله زیر رد کرده و سپس به دور چله رو تابیده می‌شود همیشه دور چله رو است که تاب خورده.